# Bitwa pod Grochowiskami

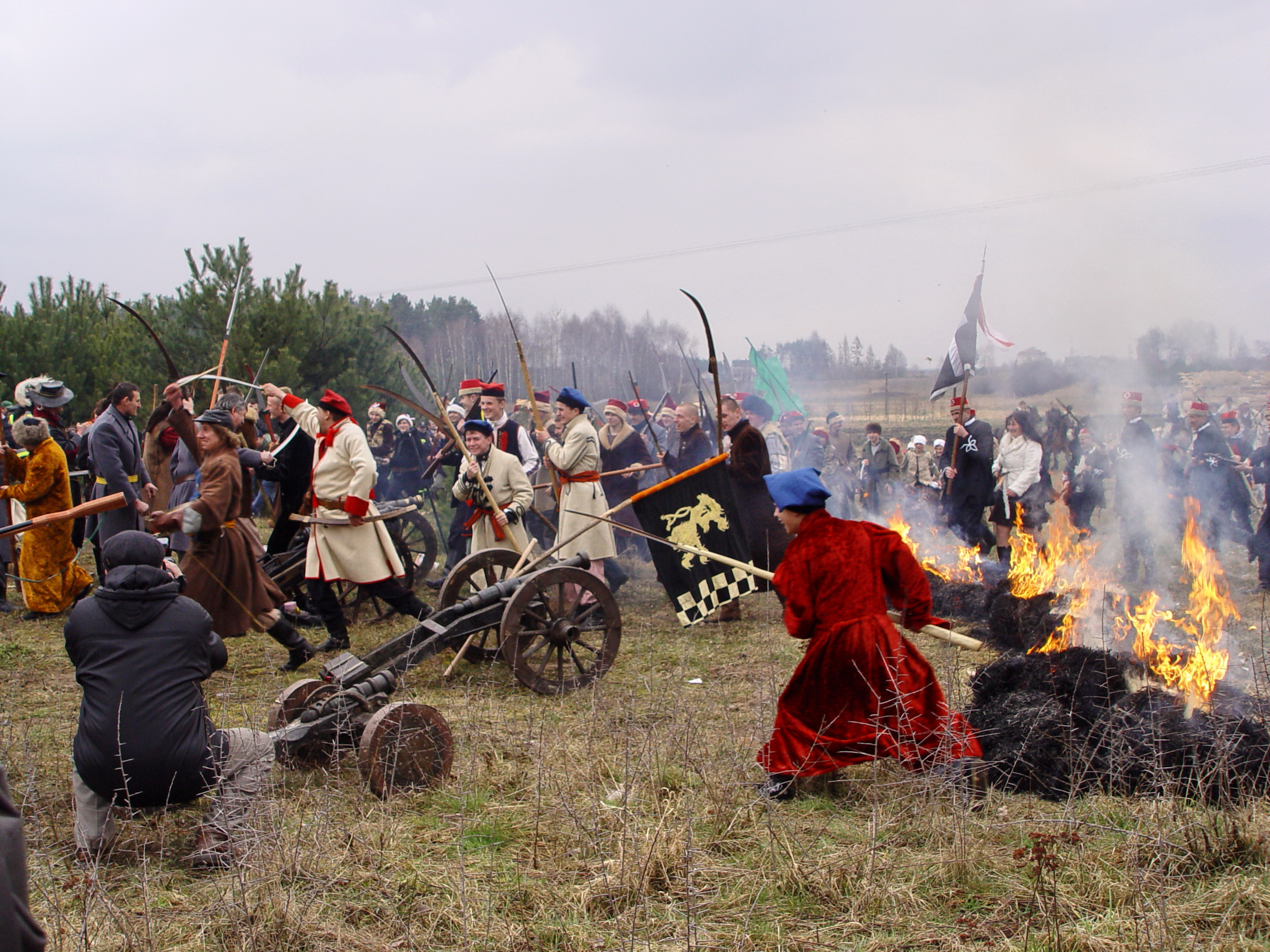
Rekonstrukcja bitwy pod Grochowiskami z 18 marca 1863 r. (marzec 2008)

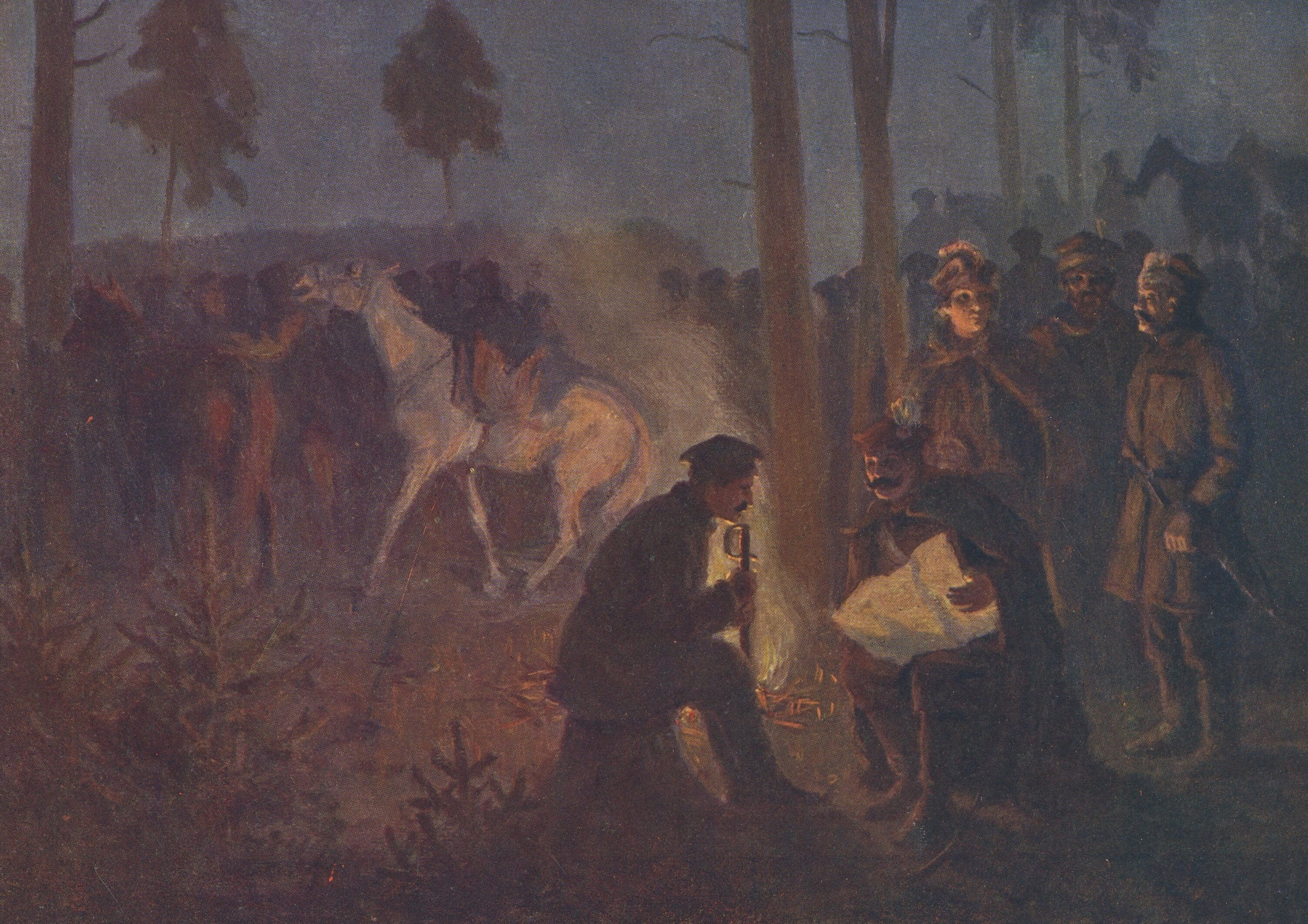
Po Grochowiskach (J. Sobecki)

Bitwa pod Grochowiskami – bitwa stoczona 18 marca 1863 roku pod Grochowiskami, folwarkiem zlokalizowanym pośród lasów, w połowie odległości między Pińczowem a Buskiem. Jedna z najkrwawszych bitew w powstaniu styczniowym, zakończona pyrrusowym zwycięstwem Polaków.

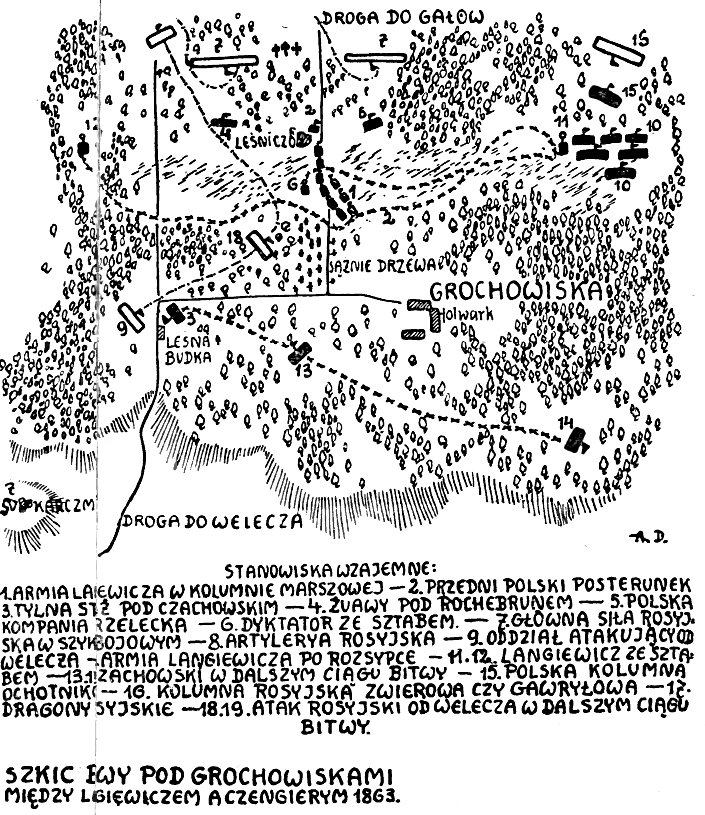
Plan przebiegu bitwy pod Grochowiskami opracowany przez Władysława Bentkowskiego

## Geneza bitwy
W reakcji na ogłoszenie Langiewicza dyktatorem i jego marsz w kierunku Gór Świętokrzyskich dowódcy rosyjskich garnizonów z Kielc, Miechowa i Olkusza zaplanowali zniszczenie zgrupowania.
Po przedarciu się przez kolumnę rosyjską w bitwie pod Chrobrzem, 3-tysięczny oddział powstańczy dyktatora Mariana Langiewicza został osaczony w lesie przez cztery kolumny rosyjskie w sile 3500 ludzi i 6 dział.

## Przebieg bitwy

### Porażka polskiej kolumny głównej
Starcie rozpoczął ostrzał artyleryjski i karabinowy rosyjskiego oddziału mjr. Jabłońskiego, atakującego Polaków od strony zachodniej. W momencie rozpoczęcia starcia główna kolumna Korpusu Langiewicza znalazła się w niekorzystnych warunkach terenowych podczas przeprawy groblą przez grzęzawisko. Jednocześnie od północy do ataku ogniowego przystąpił oddział płk. Ksawerego Czengierego. Nie mogąc rozwinąć się na wąskiej grobli, bataliony polskiej piechoty poniosły znaczne straty, a brak broni strzeleckiej uniemożliwił odpowiedź ogniową. Poszczególne pododdziały utraciły stabilność i przemieszały się.
Kanonada na południu uświadomiła Polakom, że znaleźli się w kleszczach, co skutkowało wybuchem paniki. Żołnierze przestali wykonywać rozkazy, odmówili dalszego marszu i całe zgrupowanie inercyjnie zaczęło przesuwać się przez las na wschód. Niektórzy kosynierzy uklękli i rozpoczęli modlitwę, co dodatkowo powiększyło zamieszanie. Dowody odwagi okazywał sztab, którym z Langiewiczem na czele trwał pod ostrzałem, ksiądz Agrypin Konarski z krzyżem i rewolwerem w rękach zagrzewał powstańców do boju. Dyscypliny nie udało się jednak przywrócić. Po kilkunastu minutach ostrzału dowodzony przez Czapskiego oddział kawalerii powstańczej samowolnie wycofał się na wschód i rozpoczął odwrót przez las, tracąc kontakt z Korpusem Langiewicza. Pozostała część sił polskich w rozsypce utraciła wozy i część broni, a wielu żołnierzy porzuciło szeregi.
Nie jest jasny powód, dla którego mjr Jabłoński nie wykorzystał zamieszania w polskich szeregach dla bardziej zdecydowanych działań i ograniczył się do deprymującego, ale coraz mniej skutecznego ostrzału – powodem mogła być obawa starcia na bliski dystans w trudnym terenie albo oczekiwanie na współdziałanie oddziałów płk. Czengierego i mjr. Bentkowskiego. Innym możliwym powodem były niejasne, wynikające z niestabilnej sytuacji politycznej, rozkazy dowództwa rosyjskiego.
Nie doczekawszy się okrążenia Polaków przez sojusznicze jednostki mjr Jabłoński po dwugodzinnym ostrzale, zadowolony ze zdezorganizowania atakowanego oddziału powstańców, zerwał kontakt bojowy i wycofał się na północ celem połączenia z płk. Czangierym.

### Starcie na tyłach – odwrót płk. Czachowskiego
Batalion ppłk. Czachowskiego, który na odgłos wystrzałów przyspieszył marsz na północ przez las w kierunku domniemanego źródła kanonady, celem połączenia z siłami głównymi, niespodziewanie natrafił na chłopskich przewodników prowadzących rosyjski oddział mjr. Bentkowskiego na tyły Korpusu Langiewicza. Zaskoczenie obu stron skutkowało natychmiastowym wejściem obu nieprzyjacielskich oddziałów w kontakt bojowy i chaotycznym starciem, którego odgłosy wywołały panikę w polskich siłach głównych. Ppłk Czachowski rozwinął swój batalion do walki, natomiast mjr Bentkowski wydał rozkaz zmiany frontu z północno-wschodniego na południowy. Rosyjski oficer przekonany, że wpadł w zastawioną przez Polaków zasadzkę, zaczął intensywnie się ostrzeliwać. Sytuacji nie rozpoznał także ppłk Czachowski, który po kanonadzie z północy i zachodu ocenił, że Korpus Langiewicza jest już otoczony i nie mając innych rozkazów, uznał, że jedyną możliwą reakcją jest wyprowadzenie dowodzonych przez siebie ludzi z domniemanego okrążenia.

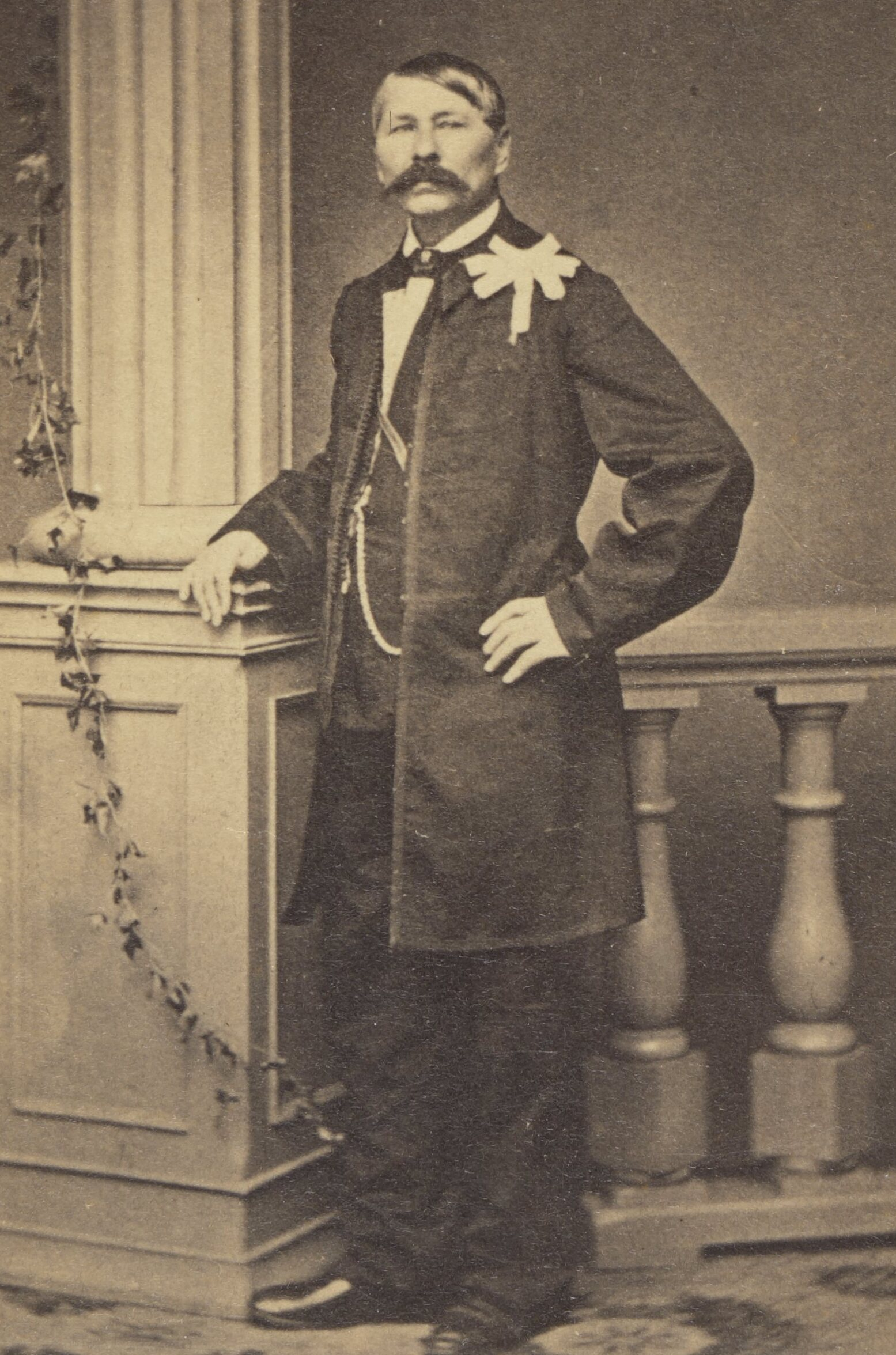
ppłk Dionizy Czachowski dowodził jedynym polskim oddziałem, który po bitwie pod Grochowiskami przeszedł w Góry Świętokrzyskie i kontynuował walkę

Po krótkiej wymianie ognia oddział ppłk. Czachowskiego przeprowadził gwałtowny atak na broń białą na lewe (wschodnie) skrzydło oddziału mjr. Bentkowskiego, zmusił je do odwrotu i przez powstałą wolną przestrzeń wycofał się na wschód, zrywając kontakt bojowy.
Mjr Bentkowski zadowolony z odwrotu Czachowskiego i uniknięcia rzekomej polskiej zasadzki pospiesznie wycofał się na północny zachód, okrążył pierwsze pozycje Polaków i forsownym marszem udał na północ, oddalając z pola bitwy.
W konsekwencji Korpus Langiewicza utracił kontakt ze swoim najlepszym oddziałem, ale akcja straży tylnej osłoniła siły główne Langiewicza od południa, nie dopuszczając do ich okrążenia.

### Starcie straży przedniej – zwycięstwo żuawów
Polska straż przednia złożona z batalionu „żuawów śmierci” oraz pododdziału piechoty kpt. Komorowskiego pod łącznym dowództwem Rochebruna zdążyła przed rozpoczęciem starcia zająć dogodne pozycje obronne na pokrytym lasem wzgórzu na północ od sił głównych, gdzie strzelcy przyjęli luźny szyk, chroniąc się za drzewami. Atak na przygotowaną pozycję podjęty przez rosyjski oddział pod dowództwem płk. Czengierego, wobec relatywnie dużej siły ognia oddziałów polskich na tym odcinku przekształcił się w długotrwały pojedynek ogniowy. W odpowiedzi na rosyjski ogień rotowy, prowadzony w sposób zorganizowany przez 2–4 roty (kompanie) piechoty, żuawi, kryjąc się w terenie i wykorzystując lepszą jakość posiadanych austriackich karabinów Lorenz, zadali rosyjskiej piechocie znaczne straty. Przedłużająca się walka doprowadziła jednak do wyczerpania amunicji, dlatego wsparty w krytycznym momencie przez kompanię kosynierów kpt. Wierzbińskiego Rochebrune zdecydował się na atak na bagnety.
Zdecydowanie Rochebrune’a i dobre dowodzenie Komorowskiego przyniosło Polakom znaczny sukces – Rosjanie zostali zmuszeni do odwrotu. Zdemoralizowany oddział płk. Czengierego wycofał się na północ do Galowa, a po kilku godzinach kontynuował odwrót do Młynów, nie podejmując już żadnych akcji zaczepnych tego dnia, co zdezorganizowało współpracę sił rosyjskich.

### Przegrupowanie
Po odparciu ataków rosyjskich z południowego zachodu i północnego zachodu główne siły polskie znalazły się w operacyjnej pustce i w zapadających ciemnościach w dalszym ciągu bezwładnie przemieszczały się na wschód przez zaśnieżony las. Zmieszane oddziały polskie nie były chwilowo atakowane przez nieprzyjaciela i chaos w szeregach powstańczych nie powiększał się.
Dyktator Langiewicz zdecydował się odłączyć wraz ze sztabem od swoich rozbitych oddziałów i udać na daleki rekonesans, celem ustalenia położenia operacyjnego. Zwiad ten nie pozwolił dowódcy zdobyć żadnych dodatkowych informacji – nie udało się nawiązać kontaktu z oddziałem Czachowskiego, który w tym czasie wycofywał się z kompleksu leśnego Grochowiska na wschód, ani z kawalerią Czapskiego uciekającą w kierunku południowym. Oba oddziały opuściły już kompleks leśny. Dodatkowo zwiad, błądząc w nieznanym terenie, w zapadających ciemnościach spotkał się przypadkowo z równie zgubionym patrolem rosyjskich Kozaków, co stało się przyczyną decyzji o powrocie.

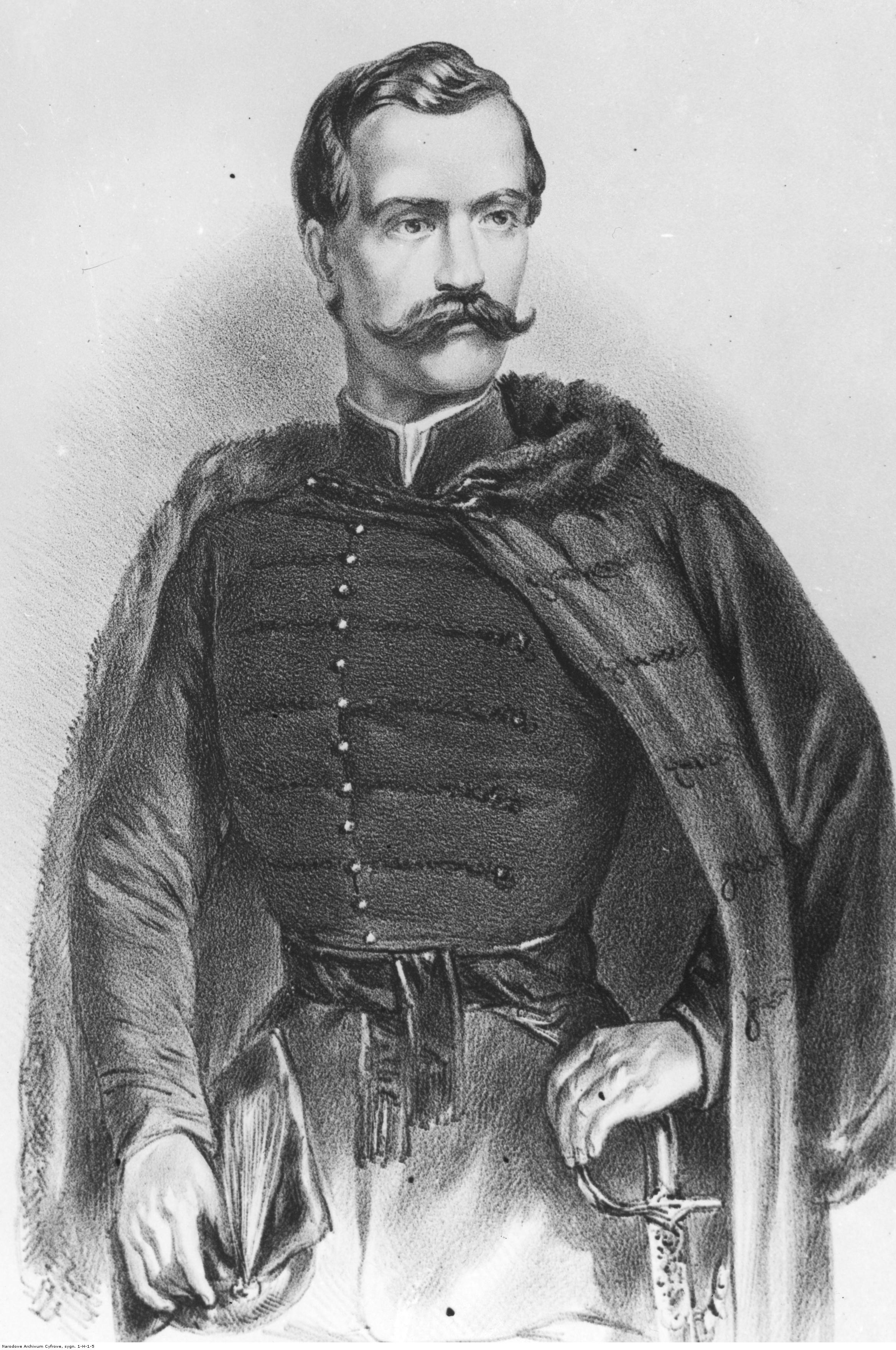
Marian Langiewicz, dowódca sił powstańczych biorących udział w bitwie

Pod nieobecność dyktatora pomiędzy dowódcami pomiędzy poszczególnych polskich pododdziałów doszło do kłótni, w której Rochebrune zarzucał pozostałym dowódcom brak aktywności i odwagi. Z kolei pozostali powstańczy dowódcy żądali, aby żuawi osłonili reorganizację zmieszanego zgrupowania polskiego pomimo wskazywanego przez Rochebrune braku amunicji.
Dyskusję przerwało pojawienie się od strony północno-wschodniej kolejnego zgrupowania rosyjskiego mjr. Zagriażskiego. Składający się z dwóch rot smoleńskiego pułku piechoty, szwadronu dragonów i taboru, ale nie posiadający armat, obszedł kompleks leśny od wschodu i pod Szańcem spotkał się z bezwładnie przemieszczającym się przez las zgrupowaniem powstańczym. Mjr Zagriażski nie miał wiadomości o przebiegu dotychczasowych starć ani położeniu innych oddziałów rosyjskich.

### Decydujące starcie
W reakcji na wejście do akcji nowych sił rosyjskich zmieszane siły główne rozpoczęły inercyjne przemieszczanie się na zachód, w odwrotnym kierunku do dotychczasowego. Dowódcy strony polskiej w pośpiechu uformowali ze spójnych pododdziałów ugrupowanie obronne, próbując osłaniać rozpoczętą reorganizację pozostałych sił. Przeciwko nadciągającym Rosjanom wysunięto dwie kompanie strzelców mjr. Niewiaromskiego, bezpośrednio marsz nieprzyjaciela zablokowali żuawi śmierci. Ich prawe południowe skrzydło osłaniał mieszany oddział składający się tych żołnierzy sił głównych, których udało się zreorganizować podczas przegrupowania. W drugim rzucie pozycje zajęli kosynierzy płk. Dąbrowskiego i 25 ułanów dowodzonych przez rtm. Nowaka.
Mjr Zagriażski po rozpoznaniu wojsk powstańczych uformował ugrupowanie bojowe z wysuniętymi do przodu dwiema rotami smoleńskiego pułku piechoty, kawalerią zabezpieczającą tyły oraz taborami zgromadzonymi pomiędzy piechotą i kawalerią. Podczas formowania szyku żołnierze rosyjscy zostali ostrzelani z kompleksu leśnego przez polskich strzelców i natychmiast odpowiedzieli ogniem.
Ze względu na wyczerpanie amunicji dowództwo powstańcze podjęło decyzję o rozstrzygnięciu starcia przez bezpośrednie uderzenie na białą broń, które strzelcy mieli jedynie osłaniać. W tym celu w trakcie wymiany ognia oddział kosynierów dowodzonych przez płk. Dąbrowskiego rozpoczął skryte przemieszczanie się wzdłuż polskiej linii obronnej na lewe skrzydło.
Aby odwrócić uwagę Rosjan i osłonić przegrupowanie, rtm. Nowak poprowadził desperacką szarżę grupy ok. 15 kawalerzystów na rosyjskie tabory – polska kawaleria uderzyła zaskakująco z lewego skrzydła pomiędzy rosyjską kawalerię i piechotę, atakując woźniców i wzbudzając znaczne zamieszanie. Po krótkiej walce, zanim Rosjanie zdążyli podjąć przeciwdziałanie, jeźdźcy prawie bez strat wycofali się za polskie prawe skrzydło.
Wykorzystując zamieszanie w szeregach nieprzyjaciela, ok. godz. 18.00 kosynierzy ruszyli do decydującego natarcia na rosyjskie prawe skrzydło. Pierwszy atak został zatrzymany celną salwą 7. roty strzelców, jednakże płk Dąbrowski i kpt. Wierzbiński poderwali żołnierzy do kolejnego skutecznego ataku, rozbijając 7. rotę i zmuszając zdezorganizowanych rosyjskich żołnierzy do ucieczki w kierunku polskich strzelców. Płk Dąbrowski, wykorzystując sukces, kontynuował natarcie na przegrupowującą się 3 rotę strzelców smoleńskich – zaatakowani z dwóch stron rosyjscy piechurzy zostali rozgromieni i wybici podczas pościgu.

## Po bitwie
Bitwa zakończyła się zwycięstwem Polaków. Pomimo taktycznego sukcesu i pobicia części sił rosyjskich zgrupowanie Langiewicza utraciło zdolność do dalszych działań bojowych. Zginęło ponad 300 żołnierzy, wielu było zaginionych i rannych. Żołnierze byli skrajnie zmęczeni i zdemoralizowani niemożnością odpoczynku i brakiem zaopatrzenia. Wyczerpała się amunicja. Utracono kontakt z oddziałem ppłk. Czachowskiego i kawalerią gen. Czapskiego.
Po 22.00 Polacy wycofali się z kompleksu leśnego na południe. Około 2.00 w nocy zdezorganizowane zgrupowanie dotarło do Wełecza, gdzie Langiewicz podjął decyzję o podziale zgrupowania na mniejsze oddziały, które miały działać w różnych kierunkach, oraz o wyjeździe do Krakowa celem zreformowania władzy powstańczej.
W oddziale powstańczym pod Grochowiskami walczyli z Rosjanami między innymi: Adam Chmielowski i Ludomir Grzybowski.

## Skutki bitwy

### Rozpad zgrupowania Langiewicza
19 marca 1863 r. przed świtem Marian Langiewicz wraz z eskortą opuścił zgrupowanie i wyjechał w kierunku granicy austriackiej, pozostawiając generałom Śmiechowskiemu, Czapskiemu i ppłk. Czachowskiemu szczegółowe instrukcje, które odebrał jedynie Śmiechowski.

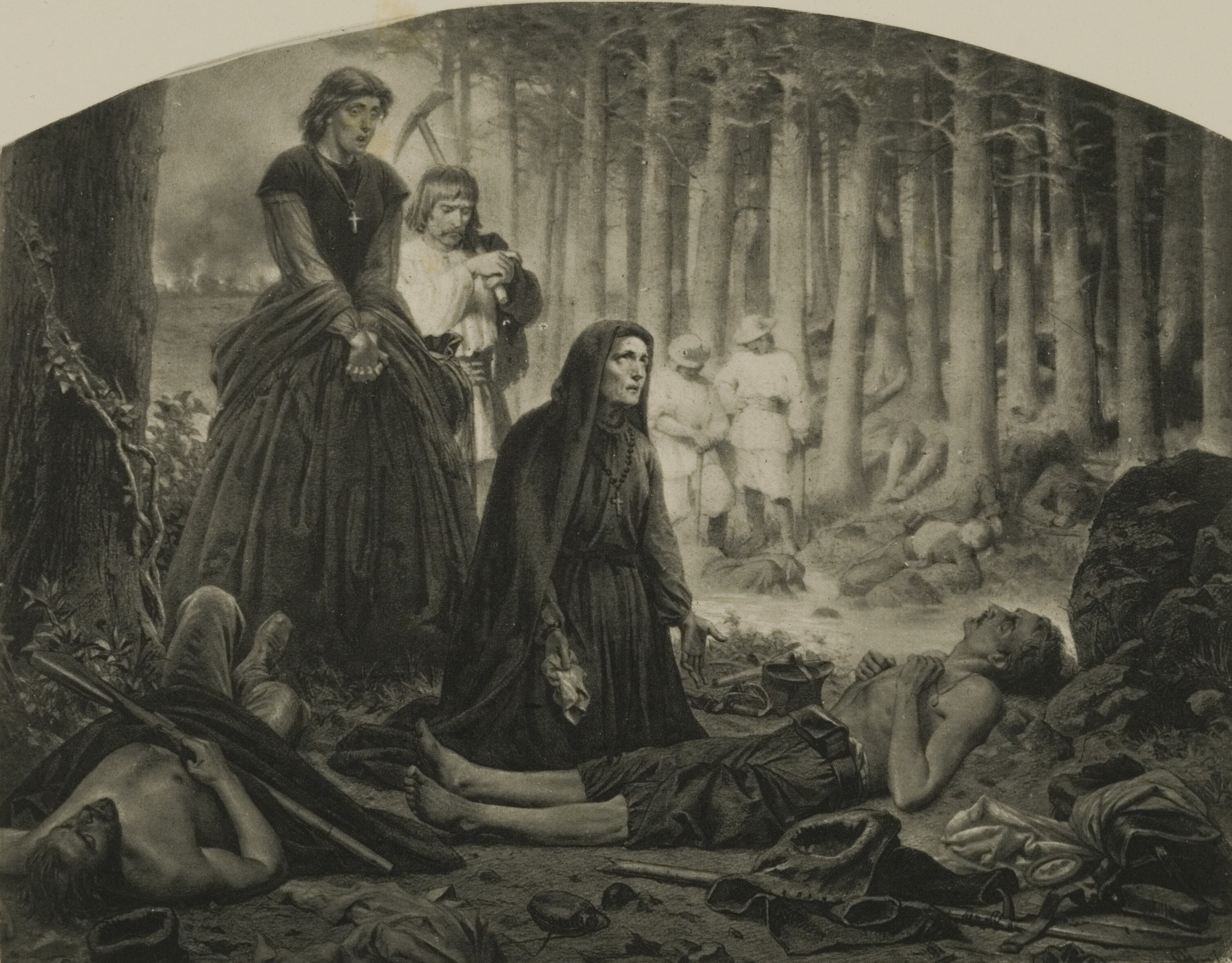
„Na pobojowisku” Artura Grottgera, scena z cyklu Polonia

Wyjazd Langiewicza ostatecznie załamał morale polskich żołnierzy: pod naciskiem wojska gen. Śmiechowski, nie próbując podjąć współpracy z ppłk. Czachowskim, skierował zgrupowanie na południe. Ścigany przez Rosjan dotarł do Opatowca, gdzie znaczna część powstańców opuściła szeregi, przeprawiając się przez pobliską Wisłę na austriacki brzeg na własną rękę.
Dyscyplinę zachował jedynie niewielki 800-osobowy oddział, który ścigany przez kawalerię mjr. Zagrieżskiego kontynuował marsz w górę Wisły w kierunku Krakowa. Nie podejmując prób oporu, powstańcy wycofali się do Igołomi, gdzie większość złożyła broń i przeszła granicę, a 40-osobowa straż tylna została rozbita przez Rosjan. Ścigający powstańców Kozacy przekroczyli granice i wzięli do niewoli patrol austriacki, co wywołało incydent dyplomatyczny pomiędzy Wiedniem a Petersburgiem.

### Upadek dyktatury Langiewicza
Nieudolne dowodzenie generała Langiewicza w trakcie bitwy, pomimo okazania dowodów osobistej odwagi, skutkowało upadkiem jego autorytetu wśród żołnierzy zgrupowania. Wyjazd dyktatora spotkał się z licznymi sprzeciwami. Podczas próby potajemnej przeprawy przez Wisłę do Galicji Langiewicz został rozpoznany przez rozgoryczonych żołnierzy i aresztowany przez patrol austriackich huzarów, czego świadkami byli dwaj potajemnie przybyli koleją delegaci rządu narodowego Agaton Giller i Józef Kajetan Janowski.
Aresztowanie i internowanie Mariana Langiewicza zakończyło drugą dyktaturę powstania styczniowego i wstrząsnęło opinią publiczną w Galicji. Trwanie władzy powstańczej zostało zagrożone wobec walk frakcyjnych pomiędzy Białymi a zwolennikami Ludwika Mierosławskiego i konfliktu pomiędzy Białymi a Czerwonymi. Wiadomość o internowaniu Langiewicza car Aleksander II natychmiast radośnie ogłosił żołnierzom podczas przeglądu. Rosyjski pułkownik Ksawery Czengiery za wyparcie powstańców do Galicji awansowany został do stopnia generał-majora.
21 marca 1863 r. lider Tymczasowego Rządu Narodowego Stefan Bobrowski opublikował w Krakowie i w Warszawie odezwę podpisaną swoim prawdziwym imieniem i nazwiskiem, wskazującą na upadek dyktatury i ponowne przejęciu władzy przez Komitet Centralny Narodowy. Wezwał jednocześnie do kontynuacji wysiłku powstańczego pod kierownictwem rządu narodowego 27 marca opublikował dekret rządowy, w którym ogłosił ustanowienie władzy innego dyktatora za zdradę. Natychmiastowe podporządkowanie się Bobrowskiemu przez komórki organizacji „Czerwonych” skutkowało odtworzeniem jednolitej władzy powstańczej i kontynuacją powstania.
Rozgoryczeni utratą władzy „Biali” doprowadzili do pojedynku Bobrowskiego z podającym się za pełnomocnika rządu narodowego Adamem hrabią Grabowskim, gdyż Bobrowski ujawnił publicznie oszustwo nie posiadającego pełnomocnictw Grabowskiego. 12 kwietnia 1863 r. cierpiący na chorobę wzroku premier rządu narodowego Stefan Bobrowski został zamordowany pod pozorem pojedynku w okolicach Rawicza.

## Ordre de Bataille

### Siły polskie
Wojsko polskie liczyło około 3000 ludzi według Bentkowskiego, lub około 3600 ludzi według Stanisława Wierzbińskiego.
Dowództwo
- generał Marian Langiewicz – dyktator
- generał Antoni Jeziorański – szef dywizji
- pułkownik Władysław Bentkowski – szef sztabu
- generał major Aleksander Waligórski – szef kwatermistrzostwa
- pułkownik Tomasz Winnicki – szef intendentury

Piechota
generał Józef Śmiechowski – dowódca pierwszej brygady pieszej
- 1 pułk piechoty – dowódca podpułkownik Dionizy Czachowski
- 2 pułk piechoty – dowódca pułkownik Dąbrowski

W każdym pułku po 3 bataliony po 420–450 ludzi.
- batalion żuawów śmierci – dowódca pułkownik François de Rochebrune

Żuawi składali się z dwóch kompanii strzelców po około 200 ludzi.
Kawaleria
generał Józef Hutten-Czapski – dowódca kawalerii
- 1 pułk kawalerii – dowódca pułkownik Piotr Ulatowski
- 2 pułk kawalerii – dowódca podpułkownik Antoni Lipczyński

Całość jazdy liczyła do 500 koni.

### Siły rosyjskie
Powstańcom zagrażało 12 kompanii piechoty 3,5 szwadronu dragonów, 1,5 setki kozaków i 6 dział, czyli 2400 bagnetów i 700 szabel. Wszystkie te siły nie zostały jednak użyte w walce.
Kolumna pułkownika Ksawerego Czengierego
- 4 kompanie piechoty (2, 5 i 10 kompania strzelecka pułku smoleńskiego, 4 kompania pułku Halickiego)
- 2 szwadrony dragonów (2 i 4 szwadron dragonów Noworosyjskich)
- 65 kozaków
- pluton artylerii gwintowanej (2 działa)
- pluton artylerii polowej (2 działa)

Oddział zaatakował powstańców od północy i walczył z batalionem żuawów śmierci, powstańczą kompanią strzelecką i batalionem kosynierów majora Niewiadomskiego. Po paru godzinach walk Rosjanie wycofali się.
Kolumna podpułkownika Sorniewa
- 2 kompanie piechoty
- 1 szwadron dragonów

Oddział podpułkownika Sorniewa został odłączony od kolumny Czengierego przed bitwą, zmniejszając stan wojsk Czengierego. Oddział ten ruszył w pościg za taborem powstańczym, któremu towarzyszyła eskorta 100 powstańców. Tabor odłączył się od powstańców dnia poprzedniego podczas bitwy pod Chrobrzem. Kolumna podpułkownika Sorniewa nie wzięła udziału w bitwie i dopiero po bitwie złączyła się ponownie z Czengierym.
Kolumna majora Jabłońskiego
- 3 kompanie piechoty
- pluton dział gwintowanych (2 działa)
- 60 obejszczyków (konna straż graniczna)

Oddział nie brał udziału w bitwie. Ulokował się na zachodzie między kolumną Czengierego a Bentkowskiego. Jedynie pluton dział gwintowanych pod rozkazami kapitana Nasiekina przez pół dnia na oślep ostrzeliwał z dużej odległości lasy pod Grochowiskami.
Kolumna majora Bentkowskiego
- 3 kompanie piechoty z pułku Smoleńskiego
- pół szwadronu dragonów
- 20 kozaków

Oddział obszedł las od Bogucic i atakował oddział Dionizego Czachowskiego od południa. Po wycofaniu się Czachowskiego oddział ten nie kontynuował dalszych walk z powstańcami i przemaszerował skrajem zachodnim boru na północ, łącząc się z Czengierym i Jabłońskim.
Kolumna majora Zagriażskiego
- 2 kompanie piechoty (3 kompania strzelecka i 7 kompania liniowa pułku Smoleńskiego)
- 1 szwadron dragonów
- 25 kozaków

Oddział wszedł do walk pod koniec bitwy, gdy z walk wycofywał się już Czengiery. Oddział, idąc od północy, wszedł na główną kolumnę powstańców. Kosynierzy pod dowództwem pułkownika Dąbrowskiego i pułkownika Rochebrune uderzyli na Rosjan, zmuszając ich do odwrotu i rozbijając przy tym 3 kompanię. Zarąbany kosami został dowódca rosyjskiej kompanii kapitan Kierwanow.